# Adula diegensis
Adula diegensis är en musselart som först beskrevs av Dall 1911.  Adula diegensis ingår i släktet Adula och familjen blåmusslor. Inga underarter finns listade i Catalogue of Life.